# En helt annan historia
En helt annan historia är en kriminalroman av Håkan Nesser från 2007. Det är den andra boken i en serie om kriminalinspektör Gunnar Barbarotti i den fiktiva svenska staden Kymlinge.
Del ett i serien är Människa utan hund.